# LCJ Éditions et Productions
 (décembre 2018).
LCJ Éditions et Productions est une maison d'édition et de distribution française spécialisée dans l'audio-visuel.

## Histoire
LCJ Éditions et Productions est créée en 1996 par Serge Sarve. De 1996 à 2006, son siège social et ses bureaux se trouvent à Paris avant d'emménager entre 2006 et 2009 à Suresnes[réf. nécessaire]. Depuis 2009, le siège de la société est transféré au 31 quai de l'Industrie à Athis-Mons et ses bureaux à Garches[réf. nécessaire]. À son lancement, l'activité de cette société est tournée vers l'édition de programmes sur supports VHS et DVD. L'entreprise oriente sa ligne éditoriale vers la protection et la promotion du patrimoine audiovisuel et cinématographique français. 
LCJ Éditions et Productions est à l'origine de l'édition des séries télévisées produites[réf. nécessaire] entre les années 1950 et 1980 tels que : Thierry la Fronde, Les Cinq Dernières Minutes, Thibaud ou les Croisades, Prince noir et Sans famille. Après avoir consolidé l'activité principale d'édition de programmes audiovisuels français, la société poursuit son développement en acquérant et en alimentant son propre catalogue de programmes. 
Depuis 2005, LCJ Éditions et Productions diversifie de son activité en finançant et produisant plusieurs captations théâtrales ainsi que des œuvres audiovisuelles[réf. souhaitée]. L'édition de ces programmes, souvent anciens, sur support numérique, nécessite des travaux de restauration importants de la part de la société[réf. nécessaire].
L'entreprise possède un catalogue de films, documentaires et séries télévisées parmi lesquels des titres comme Le Vieux Fusil ou La Belle Américaine, ou encore des séries télévisées comme Pause café et Les Faucheurs de marguerites. Le développement de l'activité de distribution de programmes audiovisuels anciens conduit à la collaboration avec nombre d'artistes et producteurs. 
L'expérience acquise dans la production et le financement de pièces de théâtre d'une part, et de captations de pièces de théâtre, d'autre part, permettent à l'entreprise de tourner son activité vers la production audiovisuelle. Le 8 juin 2011, sort American Translation, réalisé par Jean-Marc Barr et Pascal Arnold, et coproduit par Toloda Productions et LCJ Éditions et Productions[source insuffisante]. Parallèlement à l'édition de films et programmes, l'entreprise investit le secteur l'édition vidéographique de pièces de théâtre et de boulevard interprétées par de grands noms du théâtre français[réf. souhaitée] (Jacqueline Maillan, Michel Roux, Jean Poiret, Georges Beller, Marthe Mercadier, etc.).

## Catalogue
LCJ Éditions et Productions possède un catalogue de films, documentaires et autres programmes audiovisuels. À partir de 2005, la société a édité en DVD une série de films regroupés sous le titre « Les Films du collectionneur » vendue en kiosque. Cette série s'est arrêtée au bout d'une cinquantaine de titres.

### Longs métrages
(par ordre chronologique)
- 1933 : Fille de feu, d'Alfred Rode
- 1933 : Les Deux Monsieur de Madame, de Abel Jacquin et Georges Pallu
- 1934 : Chansons de Paris, de Jacques de Baroncelli
- 1937 : La Fessée, de Pierre Caron
- 1937 : Liberté, de Jean Kemm
- 1939 : Feu de Joie, de  Jacques Houssin
- 1939 : Les Trois Tambours, de Maurice de Canonge
- 1940 : Le Danube bleu, d'Alfred Rode et Emil-Edwin Reinert
- 1946 : La Bataille du rail, de René Clément
- 1950 : Les Joueurs, téléfilm de Claude Barma
- 1952 : Les Trois Corsaires, de Mario Soldati
- 1952 : Wanda la pécheresse, de Duilio Coletti
- 1954 : J'avais sept filles, de Jean Boyer
- 1955 : Une fille épatante, de Raoul André
- 1955 : La Môme Pigalle, d'Alfred Rode
- 1956 : Les Assassins du dimanche, d'Alex Joffé
- 1957 : Quelle sacrée soirée, de Robert Vernay
- 1958 : Trois jours à vivre, de Gilles Grangier
- 1959 : Visa pour l'enfer, d'Alfred Rode
- 1959 : Douze Heures d'horloge de Géza von Radványi
- 1959 : Du rififi chez les femmes, d'Alex Joffé
- 1959 : Le Fric, de Maurice Cloche
- 1960 : Les Lionceaux, de Jacques Bourdon
- 1961 : La Belle Américaine, de Robert Dhéry
- 1961 : Cocagne, de Maurice Cloche
- 1961 : Un Martien à Paris, de Jean-Daniel Daninos
- 1962 : Le Fanfaron, de Dino Risi
- 1962 : Quatre Femmes pour un héros, de Leopoldo Torre-Nilsson
- 1962 : Dossier 1413, d'Alfred Rode
- 1962 : Les Culottes rouges, d'Alex Joffé
- 1963 : Les Monstres, de Dino Risi
- 1963 : Omicron, de Ugo Gregoretti
- 1963 : Hercule, le héros de Babylone, de Siro Marcellini
- 1964 : Le Gros Coup, de Jean Valère
- 1966 : La Sentinelle endormie, de Jean Dréville
- 1967 : Les Têtes brûlées, de Willy Rozier
- 1967 : Les Arnaud, de Léo Joannon
- 1969 : Lika, un amour à la Tcheckov, de Elie Fabrikant
- 1969 : Les Chemins de Katmandou, d'André Cayatte
- 1971 : Mourir d'aimer, de André Cayatte
- 1971 : Les Assassins de l'ordre, de Marcel Carné
- 1972 : La Mandarine, d’Édouard Molinaro
- 1975 : Le Vieux Fusil, de Robert Enrico
- 1977 : La nuit, tous les chats sont gris, de Gérard Zingg
- 1977 : La Bible, de Marcel Carné
- 1991 : La Contre-allée, d'Isabel Sebastian